# Siemiatycze (gmina)
Siemiatycze est une gmina rurale du powiat de Siemiatycze, Podlachie, dans le nord-est de la Pologne. Son siège est la ville de Siemiatycze, bien qu'elle ne fasse pas partie du territoire de la gmina.
La gmina couvre une superficie de 227,14 km2 pour une population de 6 451 habitants.

## Géographie
La gmina inclut les villages d'Anusin, Baciki Bliższe, Baciki Dalsze, Baciki Średnie, Boratyniec Lacki, Boratyniec Ruski, Cecele, Czartajew, Grzyby-Orzepy, Hałasówka, Hryćki, Kadłub, Kajanka, Klekotowo, Kłopoty-Bańki, Kłopoty-Bujny, Kłopoty-Patry, Kłopoty-Stanisławy, Klukowo, Korzeniówka Duża, Korzeniówka Mała, Krasewicze-Czerepy, Krasewicze-Jagiełki, Krupice, Kułygi, Lachówka, Laskowszczyzna, Leszczka, Ogrodniki, Olendry, Ossolin, Rogawka, Romanówka, Siemiatycze-Stacja, Skiwy Duże, Skiwy Małe, Słochy Annopolskie, Stare Krasewicze, Stare Moczydły, Szerszenie, Tołwin, Turna Duża, Turna Mała, Wiercień Duży, Wiercień Mały, Wólka Biszewska, Wólka Nadbużna, Wyromiejki et Zalesie.
La gmina borde la ville de Siemiatycze et les gminy de Drohiczyn, Dziadkowice, Grodzisk, Mielnik, Nurzec-Stacja, Platerów et Sarnaki.